# 土方三郎
土方 三郎（ひじかた さぶろう、1914年8月16日 - 2002年9月19日）は、日本の経営者。日東電気工業（現：日東電工）社長を務めた。山口県萩市出身。

## 経歴
1935年に高松高等商業学校を卒業し、日立製作所での勤務を経て、同年に日東電気工業（のちの日東電工）に入社。1949年に取締役に就任し、1957年に常務、1961年に専務、1971年11月に副社長を経て、1974年6月に社長に就任。1985年6月に会長に就任し、1989年6月には相談役に就任。
1985年4月に勲三等旭日中綬章を受章。
2002年9月19日老衰のために死去。88歳没。